# Paul Matthies
Paul Matthies (* 12. Januar 1911 in Danzig; † 1970) war ein deutscher Fußballspieler.
In seiner Vereinskarriere spielte Matthies als Mittelläufer für den SC Preußen Danzig. Mit den Schwarz-Weißen gewann er 1934 nach zwei Endspielen gegen den SV Hindenburg Allenstein die regionale Meisterschaft in der Gauliga Ostpreussen-Danzig und qualifizierte sich damit erstmals zur Endrunde um die deutsche Meisterschaft. Da erreichte er mit seinen Mannschaftskameraden aber lediglich am 29. April ein 1:1-Remis gegen Viktoria Stolp. Die anderen Endrundenspiele gegen den Beuthener SV und Viktoria 89 Berlin gingen verloren. In den Runden 1935/36 und 1936/37 gelang zwar jeweils die Meisterschaft in der Bezirksklasse Danzig – gegen BuEV, KS Gedania, Schutzpolizei, SV Neufahrwasser, Victoria Elbing – aber in den Endrunden in Ostpreußen konnte man sich nicht behaupten. In der Kriegsrunde 1940/41 konnte der großgewachsene Mittelläufer mit Preußen Danzig nochmals an der Endrunde um die deutsche Meisterschaft teilnehmen. Dabei kam er mit der Mannschaft vom Preußenplatz Bischofsberg immerhin auf drei Remispartien gegen den LSV Stettin und Vorwärts Rasensport Gleiwitz. Insgesamt stehen für den langjährigen Abwehrchef von Preußen Danzig 10 Endrundeneinsätze um die deutsche Meisterschaft mit einem Tor zu Buche.
Nachdem Matthies mehrfach für die Auswahlmannschaft von Balten – im Bundespokal gegen Südostdeutschland (12. Oktober 1930), Norddeutschland (11. Oktober 1931), Brandenburg (9. Oktober 1932) – angetreten war, wurde er von Reichstrainer Otto Nerz in die Nationalmannschaft berufen und absolvierte 1935 zwei Länderspiele: Am 15. September beim 5:0-Sieg gegen Estland und am 13. Oktober beim 3:0 über Lettland, beide in Königsberg ausgetragen. Seinem Debüt in der Nationalmannschaft lag ein „Doppelspieltag“ der DFB-Auswahl zu Grunde. Der Mann aus Danzig spielte an der Seite der etablierten Könner Reinhold Münzenberg und des Spielführers Karl Hohmann gegen Estland als Mittelläufer und zeitgleich agierte Ludwig Goldbrunner beim 1:0-Erfolg der A-Auswahl gegen Polen in Breslau als Abwehrchef der Nationalmannschaft. Bei seinem zweiten Länderspieleinsatz vier Wochen später, am 13. Oktober, debütierte mit Fritz Ruchay der zweite Spieler aus dem Verbandsgebiet Ostpreußen in der Nationalmannschaft.
Der gelernte Elektrotechniker aus der Hafen- und Handelsstadt an der Ostsee, wurde danach zwar nie mehr in das DFB-Aufgebot berufen, in Reihen der Gauauswahl von Ostpreußen bestritt er aber im Reichsbundpokal von 1935 bis 1941 noch neun Wettbewerbsspiele. Er traf dabei auf Spieler wie Erwin Seeler (1935/36; Nordmark), Hans Appel (1935/36; Brandenburg), Erich Hänel (1937/38; Sachsen), Heinz Flotho (1938/39; Niedersachsen), Hans Rohde, Herbert Wojtkowiak (1940/41; Nordmark) und bildete in mehreren Spielen gemeinsam mit den beiden Außenläufern Kurt Baluses und Gerhard Reich die Läuferreihe der Auswahl von Ostpreußen.